# Allhartsberg
Allhartsberg là một thị trấn ở huyện Amstetten trong bang Niederösterreich ở nước Áo. Đô thị này có diện tích 21,34 km², dân số năm 2001 là 1919 người.
Eckes-Granini Austria đóng trụ sở ở Allhartsberg.